# Deutsche Senioren-Mehrkampfmeisterschaften

Logo vom Deutschen Leichtathletik-Verband

Deutsche Senioren-Mehrkampfmeisterschaften sind Deutsche Meisterschaften der Leichtathletik. Auf Initiative des Breitensportwartes des Deutschen Leichtathletik-Verbandes Dieter Massin, wurden sie 1995 erstmals ausgetragen. Zunächst gab es nur Einzelwertungen und ab 1998 auch Mannschaftswertungen, um mehr Teilnehmer zu aktivieren.
Veranstalter ist der Deutsche Leichtathletik-Verband (DLV) in Verbindung mit einem Landes- und ggf. örtlichen Ausrichter.
Die Sportler werden entsprechend ihrer Altersgruppe gewertet. 

## Deutsche Senioren-Mehrkampfmeisterschaften
| Nr. | Jahr | Datum             | Ort               | Austragungsstätte           | Ergebnisse        |
| --- | ---- | ----------------- | ----------------- | --------------------------- | ----------------- |
| 01. | 1995 | 3./4. Juni        | Ahlen             | Sportpark Nord              |                   |
| 02. | 1996 | 8./9.             | Bad Oeynhausen    | Stadion im Schulzentrum Süd |                   |
| 03. | 1997 | 7./8. Juni        | Hannover          | Sportpark Hannover          |                   |
| 04. | 1998 | 30./31. Mai       | Ahlen             | Sportpark Nord              |                   |
| 05. | 1999 | 19./20. Juni      | Koblenz           | Stadion Oberwerth           |                   |
| 06. | 2000 | 17./18. Juni      | Lage              | Sportzentrum Werreanger     |                   |
| 07. | 2001 | 16./17. Juni      | Zittau            | Weinauparkstadion           |                   |
| 08. | 2002 | 15./16. Juni      | Baunatal          | Parkstadion                 | Ergebnisliste     |
| 09. | 2003 | 14./15. Juni      | Erding            | Sepp-Brenninger-Stadion     | Ergebnisliste     |
| 10. | 2004 | 26./27. Juni      | Hannover          | Sportpark Hannover          | Ergebnisliste     |
| 11. | 2005 | 18./19. Juni      | Hofgeismar        | Angerstadion                | Ergebnisliste     |
| 12. | 2006 | 10./11. Juni      | Ahlen             | Sportpark Nord              | Ergebnisliste     |
| 13. | 2007 | 16./17. Juni      | Bad Oeynhausen    | Stadion im Schulzentrum Süd | Ergebnislisten    |
| 13. | 2008 | 10./11. August    | Darmstadt         | Bürgerpark Nord             | Wertungen         |
| 14. | 2009 | 13./14. Juni      | Ahlen             | Sportpark Nord              | Ergebnisse        |
| 15. | 2010 | 12./13. Juni      | Aichach           | Josef-Bestler-Stadion       | Wertungen         |
|     | 2011 | nicht ausgetragen | nicht ausgetragen | nicht ausgetragen           | nicht ausgetragen |
|     | 2012 | nicht ausgetragen | nicht ausgetragen | nicht ausgetragen           | nicht ausgetragen |
| 16. | 2013 | 22./23. Juni      | Jüterbog          | Stadion am Rohrteich        | Ergebnisliste     |
| 17. | 2014 | 21./22. Juni      | Bad Oeynhausen    | Stadion im Schulzentrum Süd | Ergebnisliste     |
|     | 2015 | nicht ausgetragen | nicht ausgetragen | nicht ausgetragen           | nicht ausgetragen |
| 18. | 2016 | 10. Juni          | Zella-Mehlis      | Arena Schöne Aussicht       | Ergebnisliste     |
| 19. | 2017 | 2./3. Juni        | Zella-Mehlis      | Arena Schöne Aussicht       | Ergebnisliste     |
| 20. | 2018 | 14./15. Juli      | Zella-Mehlis      | Arena Schöne Aussicht       |                   |
| 21. | 2019 | 15. Juni          | Zella-Mehlis      | Arena Schöne Aussicht       | Ergebnisliste     |